# OK K.O.!
 (août 2023).
La mise en forme du texte ne suit pas les recommandations de Wikipédia : il faut le « wikifier ».
Les points d'amélioration suivants sont les cas les plus fréquents :
- Les titres sont pré-formatés par le logiciel. Ils ne sont ni en capitales, ni en gras.
- Le texte ne doit pas être écrit en capitales (les noms de famille non plus), ni en gras, ni en italique, ni en « petit »…
- Le gras n'est utilisé que pour surligner le titre de l'article dans l'introduction, une seule fois.
- L'italique est rarement utilisé : mots en langue étrangère, titres d'œuvres, noms de bateaux, etc.
- Les citations ne sont pas en italique mais en corps de texte normal. Elles sont entourées par des guillemets français : « et ».
- Les listes à puces sont à éviter, des paragraphes rédigés étant largement préférés. Les tableaux sont à réserver à la présentation de données structurées (résultats, etc.).
- Les appels de note de bas de page (petits chiffres en exposant, introduits par l'outil «  Source ») sont à placer entre la fin de phrase et le point final[comme ça].
- Les liens internes (vers d'autres articles de Wikipédia) sont à choisir avec parcimonie. Créez des liens vers des articles approfondissant le sujet. Les termes génériques sans rapport avec le sujet sont à éviter, ainsi que les répétitions de liens vers un même terme.
- Les liens externes sont à placer uniquement dans une section « Liens externes », à la fin de l'article. Ces liens sont à choisir avec parcimonie suivant les règles définies. Si un lien sert de source à l'article, son insertion dans le texte est à faire par les notes de bas de page.
- La présentation des références doit suivre les conventions bibliographiques. Il est recommandé d'utiliser les modèles {{Ouvrage}}, {{Chapitre}}, {{Article}}, {{Lien web}} et/ou {{Bibliographie}}. Le mode d'édition visuel peut mettre en forme automatiquement les références.
- Insérer une infobox (cadre d'informations à droite) n'est pas obligatoire pour parachever la mise en page.

Pour une aide détaillée, merci de consulter Aide:Wikification.
Si vous pensez que ces points ont été résolus, vous pouvez retirer ce bandeau et améliorer la mise en forme d'un autre article.
OK K.O.! (OK K.O.! Let's Be Heroes) est une série télévisée d'animation américaine crée par Ian Jones-Quartey, et diffusée à partir du 1er août 2017 sur Cartoon Network.
La série est basée sur le pilote Lakewood Plaza Turbo, du même créateur, sorti à l'occasion d'un projet d'une série de courts-métrages par Cartoon Network en été 2013. La série a d'abord commencé en tant que web-série sur les plateformes en ligne de la chaîne à partir du 4 février 2016 avant que ne soit annoncé, le 9 mars 2017, une commande d'une saison entière produite pour la télévision.
OK K.O.! suit le quotidien de KO, héros en devenir, aidé par ses amis Enid et Rad, avec qui il travaille dans une boutique pour super-héros.
Le 4 décembre 2017, la série a été renouvelée pour une deuxième saison, qui fut diffusée le 18 mars 2018. La troisième et dernière saison est annoncée le 26 juin 2019, et commence sa diffusion le 7 juillet 2019 avant de se terminer le 6 septembre 2019.
En France, la série a été diffusée la première fois le 20 novembre 2017 sur Cartoon Network.

## Synopsis
OK K.O.! est situé dans un avenir rétrofuturiste, en l'an 201X. La série suit le quotidien de KO, personnage titulaire de la série, alors qu'il s'entraîne à devenir le plus grand des héros tout en assumant un travail acharné dans la boutique de M. Gar, située à Lakewood Plaza Turbo. Avec ses amis Rad, un alien narcissique, et Enid, une ninja super-entraînée, ils défendent Lakewood Plaza Turbo des plans du diabolique Lord Boxman.

## Liste des épisodes
| Saison | Saison          | Nb. d'épisodes | Diffusion américaine | Diffusion américaine | Diffusion française | Diffusion française |
| Saison | Saison          | Nb. d'épisodes | Première diffusion   | Dernière diffusion   | Première diffusion  | Dernière diffusion  |
| ------ | --------------- | -------------- | -------------------- | -------------------- | ------------------- | ------------------- |
|        | Pilote          | Pilote         | 19 mars 2018         | 19 mars 2018         | NC                  | NC                  |
|        | 1               | 52             | 1er août 2017        | 6 avril 2018         | 20 novembre 2017    |                     |
|        | 2               | 40             | 19 mars 2018         | 30 juin 2019         | 2018                | 2019                |
|        | 3               | 20             | 7 juillet 2019       | 6 septembre 2019     | ??                  | ??                  |
|        | Courts-métrages | 13             | 4 février 2016       | 2 août 2017          |                     |                     |

## Distribution

### Voix originales
- Courtenay Taylor : K.O., T.K.O., Blue Power, Whistle, Baby Shannon, Hon Dew
- Ashly Burch : Enid, Gladys, Ms. Mummy, Foxy, Cherry, Ball Monster, Rippy Roo, Baby Teeth, Glitter Starlight, Tumbles, Plazamo (épisode Dark Plaza), Hamster, Classmate 1 & 2 (épisode Tu es un vrai ami KO!)
- Ian Jones-Quartey : Radicles, Darrell, Crinkly Wrinkly, Cookie Man, Pird (épisode 11), Frat Boy 2, Gregg, Point Trooper, Drone (Pajama-Mystère), URL, Gauntlet, Pickle, Nerd 2, Janner
- David Herman : Mr. Gar, Brandon, Jethro, Mad Sam, Beardo, Rat, Steamborg Robot, Young Crinkly Wrinkly, Action News Narrator, Heroic Guy, Boxgar, Dragon
- Kate Flannery : Carol, Gertie (épisode pilote)
- Jim Cummings : Lord Boxman, Boxman Jr., Gar-Man, Mecha-Maw, Robbie
- Melissa Fahn : Dendy, Mikayla, Krissa, Monkey, Genesis
- Roger Craig Smith : Sonic le hérisson (épisode Et voici Sonic)

### Voix francophones
- Thibaut Delmotte : KO
- Nicolas Matthys : Rad
- Valérie Muzzi : Enid
- Claudio Dos Santos : Mr. Gar
- Bernadette Mouzon : Carol, la mère de KO
- Benoît van Dorslaer : Lord Boxman
- Sophie Pyronnet : Dendy
- Jonathan Simon : Sonic le hérisson (épisode Et voici Sonic)

Version française
- Studio de doublage : SDI Media Belgium
- Direction artistique : Delphine Chauvier
- Adaptation : Sophie Servais